# 邓韵秋
邓韵秋（1910年6月—2001年10月），广东中山人，数学家，数学专业三级教授。

## 生平
1929年考入国立中山大学数学专业。1933年毕业，随后在梧州、广州担任中学教师。1935年赴法国里昂大学留学，1939年获得理学硕士学位。1940年回国后先后在中山大学任副教授、贵州大学任教授。1949年前后，回中山大学任教。
1952年中国高校院系调整时调入华南工学院（现华南理工大学），获评定为三级教授。1957年起多次任华南工学院院务委员会委员。
文革期间曾被打成“资产阶级反动学术权威”，后平反，并担任恢复高考后第一届数学师资班的基础课程授课老师。

## 荣誉
1979年，被授予全国三八红旗手和广东省三八红旗手称号:489；1984年，再被授予全国和广东省三八红旗手称号:497。

## 社会活动
1964年，当选第三届全国人大代表；1978年当选第五届全国政协委员，1983年当选第六届全国政协委员。此外，还曾担任广东省妇联首届执委、第三届广东省人大代表、第一至第四届广州市人大代表、第一至第四届广州市人民委员会委员。